# Национальный союз писателей Кыргызской Республики
Национальный союз писателей Кыргызской Республики (кирг. Кыргыз Республикасынын Улуттук жазуучулар союзу), ранее или сокращённо — Союз писателей Кыргызстана (кирг. Кыргызстан Жазуучулар союзу), — творческая организация, объединяющая профессиональных писателей Кыргызстана.

## История
В 1927 году в Киргизском центральном педагогическом техникуме был создан молодёжный литературный кружок «Кызыл учкун» (с кирг. — «Красная искра»). В 1930 году на его основе была создана Киргизская ассоциация пролетарских писателей.
В 1932 году вышло постановление ЦК ВКП(б) «О перестройке литературно-художественных организаций», в связи с чем ассоциация была преобразована в Союз писателей Кыргызстана. В 1934 году состоялся первый съезд союза писателей и было образовано Киргизское отделение Литературного фонда СССР.
В 1966 было создано Ошское отделение союза писателей.
С 2005 года именуется Национальным союзом писателей Кыргызской Республики.

## Описание
Высшим органом, избирающим правление, секретариат и председателя, является съезд. В советское время съезды состоялись в 1934, 1954, 1959, 1966, 1971, 1976 и 1981 годах.
В советское время имелись Ошское отделение, Нарынский, Иссыккульский и Таласский литературно-консультационные пункты, Бюро пропаганды художественной литературы, отделение Литературного фонда СССР и творческий дом «Арашан».
По состоянию на 1982 год в составе союза работали секции прозы, поэзии, драматургии, критики, детской литературы, художественного перевода, очерка и публицистики и русских писателей, а также комиссия по военно-патриотической литературе.
В советское время союз писателей выпускал газету «Кыргызстан маданияты» и журналы «Чабуул», «Ала-Тоо» и «Литературный Кыргызстан». В современное время выходят официальный орган «Кыргыз адабияты», газета «Адабий Ала-Тоо» и журнал «Жаңы Ала-Тоо».
По состоянию на 1982 год в союзе состояло 168 писателей (из них из Бишкека — 153), в настоящее время в союзе состоит около 600 писателей.

## Руководители
Председатели правления:
- 1934—1937: Аалы Токомбаев
- 1937—1940: Темиркул Уметалиев
- 1940—1944: Аалы Токомбаев
- 1944—1946: Касымалы Баялинов
- 1946—1949: Аалы Токомбаев
- 1949—1953: Касымалы Баялинов
- 1953—1959: Азиз Салиев

Первые секретари правления:
- 1950—1971: Токтоболот Абдумомунов[3]
- 1971—1986: Тендик Аскаров
- 1986—1991: Чингиз Айтматов

Председатели правления:
- 1991—1995: Асан Жакшылыков[кирг.]
- 1995—1996: Жунай Мавлянов[кирг.]
- 1996—2004: Надырбек Алымбеков[кирг.]
- 2004—2006: Жалил Садыков
- 2006—2007: Анатай Омурканов[кирг.]
- 2007—2009: Омор Султанов
- 2009—2011: Абдрахман Алымбаев[кирг.]
- 2011—2014: Чолпонбек Абыкеев[1]
- 2014—2019: Акбар Рыскулов[5]
- 2019—н. в.: Нурланбек Калыбеков[арм.]